# Paul Metzner
Paul Metzner foi um patinador artístico alemão. Ele conquistou com Margarete Metzner uma medalha de bronze em campeonatos mundiais (1922) e foi campeão nacional alemão em 1920.

## Principais resultados

### Duplas com Margarete Metzner
| Campeonato Mundial                                    |                 | Medalha de bronze |  |  |  |  |  |  |  |  |  |  |  |  |  |
| Nacional                                              |                 |                   |  |  |  |  |  |  |  |  |  |  |  |  |  |
| Campeonato Alemão                                     | Medalha de ouro |                   |  |  |  |  |  |  |  |  |  |  |  |  |  |
|                                                       |                 |                   |  |  |  |  |  |  |  |  |  |  |  |  |  |
| Legenda: Competição não foi disputada nesta temporada |                 |                   |  |  |  |  |  |  |  |  |  |  |  |  |  |

### Individual masculino
| Campeonato Alemão | 8.º |